# Европски пут Е70
Европски пут E70 је европски пут класе А, који се простире у смеру исток-запад и који спаја Атлантску обалу Европе (Шпанија) и југозападну обалу Црног мора (Турску, односно, од скора, и Грузију). Е70 је један од европских међународних путева који пролази кроз Србију. Некадашњи ауто-пут Братство и јединство је делимично (Љубљана-Загреб-Београд) чинио трасу пута Е70, те је то и данас једина деоница на којој је пут Е70 кроз Србију ауто-пут. На овој деоници, пут Е70 се истовремено преклапа и са трасом Коридора 10.
Земље и градови кроз које пролази су:
- Шпанија: Ла Коруња – Овиедо – Билбао – Сан Себастијан
- Француска: Бордо – Клермон Феран – Лион – Шамбери
- Италија: Суса – Торино – Алесандрија – Тортона – Бреша – Верона – Венеција – Палманова – Трст
- Словенија: Љубљана
- Хрватска: Загреб – Славонски Брод
- Србија: Шид – Сремска Митровица - Београд – Панчево – Вршац
- Румунија: Темишвар – Карансебеш – Турну Северин – Крајова – Питешти – Букурешт – Ђурђу
- Бугарска: Русе – Разград – Шумен – Варна

трајект
- Турска: Самсун – Орду – Гиресун – Трабзон
- Грузија: Батуми - Поти

Дужина овог ауто-пута (до Трабзона у Турској) износи 5114 km.

## Е70 кроз Србију
Погледати: Ауто-пут А3 и Државни пут 10
На траси Европског пута Е75 кроз Србију, која се поклапа са Коридором 10 (и магистралним путем А1) ауто-пут је већ изграђен, на делу од Добановаца до Панчева ауто-пут је у изградњи (Обилазница око Београда), док се на делу од Панчева и Вршца ка румунској граници (10) изградња ауто-пута за сада не планира.

## Призори дуж пута
- Ла Коруња, на обали Атлантика, у Шпанији - западна тачка пута Е-70
- катедрала у Овиједу, у Шпанији
- Гугенхајмов музеј у Билбау, у Шпанији
- Велика плажа у Бијарицу, у Француској
- Градска кућа у Лиону, у Француској
- ноћна панорама Торина, у Италији
- остаци овалне арене у Верони, у Италији
- базилика св. Јустине Падованске, у Падови, у Италији
- ноћна панорама Новог Београда, у Србији